# Campeonato Europeu de Atletismo em Pista Coberta de 2017 - Arremesso de peso feminino
A prova do arremesso de peso feminino do Campeonato Europeu de Atletismo em Pista Coberta de 2017 foi disputada no dia 3 de março de 2017 na Arena Kombank em Belgrado,  na Sérvia. 

## Recordes
Antes desta competição, os recordes mundiais e do campeonato nesta prova eram os seguintes:
|                       | Nome               | Nacionalidade   | Distância | Local         | Data                    |
| --------------------- | ------------------ | --------------- | --------- | ------------- | ----------------------- |
| Recorde mundial       | Helena Fibingerová | Tchecoslováquia | 22m 50cm  | Jablonec      | 19 de fevereiro de 1977 |
| Recorde do campeonato | Helena Fibingerová | Tchecoslováquia | 21m 46cm  | San Sebastián | 13 de março de 1977     |
| Recorde europeu       | Helena Fibingerová | Tchecoslováquia | 22m 50cm  | Jablonec      | 19 de fevereiro de 1977 |

## Medalhistas
| Ouro               | Prata                      | Bronze                 |
| Anita Márton (HUN) | Radoslava Mavrodieva (BUL) | Yuliya Leantsiuk (BLR) |

## Cronograma
Todos os horários são locais (UTC+2).
| Data       | Hora  | Evento       |
| ---------- | ----- | ------------ |
| 3 de março | 10:50 | Qualificação |
| 3 de março | 17:35 | Final        |

## Resultados

### Qualificação
Qualificação: 17,70m (Q) ou os 8 melhores qualificados (q).
| Posição | Atleta                 | Nacionalidade | #1    | #2    | #3    | Resultados | Notas                |
| ------- | ---------------------- | ------------- | ----- | ----- | ----- | ---------- | -------------------- |
| 1       | Anita Márton           | Hungria       | 17.66 | 17.67 | 18.44 | 18.44      | Q                    |
| 2       | Aliona Dubitskaya      | Bielorrússia  | 17.38 | 18.13 |       | 18.13      | Q,                   |
| 3       | Claudine Vita          | Alemanha      | 16.16 | 17.83 |       | 17.83      | Q,                   |
| 4       | Yuliya Leantsiuk       | Bielorrússia  | 17.81 |       |       | 17.81      |                      |
| 5       | Fanny Roos             | Suécia        | 17.44 | 17.69 | 17.76 | 17.76      | Q                    |
| 6       | Jessica Cérival        | França        | x     | 17.24 | 17.76 | 17.76      | Q,                   |
| 7       | Radoslava Mavrodieva   | Bulgária      | 17.33 | 17.47 | 17.70 | 17.70      | Q                    |
| 8       | Paulina Guba           | Polónia       | x     | 17.30 | 17.62 | 17.62      | q                    |
| 9       | Austra Skujytė         | Lituânia      | 16.98 | 16.57 | 17.37 | 17.37      | Recorde da temporada |
| 10      | Rachel Wallader        | Reino Unido   | 17.20 | 16.99 | 17.35 | 17.35      |                      |
| 11      | Viktoryia Kolb         | Bielorrússia  | 16.99 | 17.22 | 16.87 | 17.22      |                      |
| 12      | Melissa Boekelman      | Países Baixos | 17.19 | 17.02 | 16.97 | 17.19      |                      |
| 13      | Emel Dereli            | Turquia       | 17.10 | 16.99 | 16.75 | 17.10      |                      |
| 14      | Alina Kenzel           | Alemanha      | 16.97 | 16.86 | x     | 16.97      |                      |
| 15      | Dimitriana Surdu       | Moldávia      | x     | 16.78 | x     | 16.78      |                      |
| 16      | Kätlin Piirimäe        | Estónia       | 14.91 | 16.02 | 16.29 | 16.29      | Recorde da temporada |
| 17      | Agnieszka Maluśkiewicz | Polónia       | 16.15 | x     | x     | 16.15      |                      |
| 17      | Úrsula Ruiz            | Espanha       | x     | x     | 16.15 | 16.15      |                      |
| 19      | Olga Golodna           | Ucrânia       | x     | 16.06 | x     | 16.06      |                      |
| 20      | Giedrė Kupstytė        | Lituânia      | x     | 15.34 | 16.00 | 16.00      |                      |
| 21      | Lenuţa Burueana        | Roménia       | 15.17 | x     | 15.45 | 15.45      |                      |

### Final
A final foi realizada às 17:35 no dia 3 de março de 2017.  
| Posição           | Atleta               | Nacionalidade | #1    | #2    | #3    | #4    | #5    | #6    | Resultados | Notas                |
| ----------------- | -------------------- | ------------- | ----- | ----- | ----- | ----- | ----- | ----- | ---------- | -------------------- |
| Medalha de ouro   | Anita Márton         | Hungria       | 18.67 | 18.96 | 19.24 | x     | 18.46 | 19.28 | 19.28      | Melhor marca do ano  |
| Medalha de prata  | Radoslava Mavrodieva | Bulgária      | 17.96 | 17.82 | 18.36 | x     | 18.16 | 18.08 | 18.36      | Recorde pessoal      |
| Medalha de bronze | Yuliya Leantsiuk     | Bielorrússia  | 17.66 | 17.94 | 18.32 | 17.90 | 18.08 | 17.93 | 18.32      |                      |
| 4                 | Fanny Roos           | Suécia        | 17.54 | 17.88 | 18.13 | 17.57 | 17.71 | 17.73 | 18.13      | =                    |
| 5                 | Claudine Vita        | Alemanha      | 18.09 | 17.68 | 17.98 | 18.01 | 17.69 | 17.55 | 18.09      | Recorde pessoal      |
| 6                 | Paulina Guba         | Polónia       | 17.55 | 17.85 | 18.00 | x     | x     | x     | 18.00      | Recorde da temporada |
| 7                 | Aliona Dubitskaya    | Bielorrússia  | x     | 17.85 | 17.76 | x     | 17.81 | x     | 17.85      |                      |
| 8                 | Jessica Cérival      | França        | 16.25 | 16.52 | 16.84 | x     | x     | x     | 16.84      |                      |

Legenda
| Recorde mundial       | Recorde mundial (World record)               |                       | Recorde africano                      | Recorde africano (African) |                                           | Q | Classificado por posição (Qualified) |
| Recorde do campeonato | Recorde do campeonato (Championship record)  | Recorde da América    | Recorde da América (Americas)         | q                          | Classificado por melhor tempo (Qualified) |   |                                      |
| Melhor marca do ano   | Melhor marca do ano (World leading)          | Recorde asiático      | Recorde asiático (Asian)              | DNS                        | Não largou (Did not start)                |   |                                      |
| Recorde nacional      | Recorde nacional (National record)           | Recorde europeu       | Recorde europeu (European)            | DNF                        | Não terminou (Did not finish)             |   |                                      |
| Recorde pessoal       | Recorde pessoal do atleta (Personal best)    | Recorde da Oceania    | Recorde da Oceania (Oceania)          | DSQ / DQ                   | Desclassificado (Disqualified)            |   |                                      |
| Recorde da temporada  | Recorde da temporada do atleta (Season best) | Recorde sul-americano | Recorde sul-americano (South America) | NM                         | Sem marca (No mark)                       |   |                                      |